# (665) Sabine
(665) Sabine ist ein Asteroid des Hauptgürtels, der am 22. Juli 1908 von dem deutschen Astronomen Karl Wilhelm Lorenz aus Heidelberg entdeckt wurde. 
Über die Herleitung des Namens ist nichts bekannt.